# Parafia Matki Bożej Częstochowskiej w Borzechowie
Parafia Matki Bożej Częstochowskiej w Borzechowie – parafia rzymskokatolicka w Borzechowie, należąca do archidiecezji lubelskiej i Dekanatu Bełżyce. Została erygowana w 2006. Mieści się pod numerem 90. Jest prowadzona przez księży archidiecezjalnych.

## Zasięg parafii
Do parafii należą wierni z następujących miejscowości: Borzechów, Borzechów-Kolonia, Grabówka, Kępa Borzechowska, Majdan Borzechowski, Majdan Skrzyniecki.